# 김혁진
김혁진(한국 한자: 金奕辰, 1991년 3월 6일 ~ )은 대한민국의 축구 선수이며 포지션은 미드필더이다.

## 축구인 경력

### 선수 경력
경희대학교 축구부를 거쳐 2014년 K리그 챌린지 수원 FC에 입단하였다. 데뷔 시즌 리그에서는 골을 기록하지 못하였으나 FA컵 32강전에서 프로 데뷔골을 기록하였다. 리그 17라운드에서는 라운드 베스트 11에 선정되기도 하였다. 2017 시즌 중 내셔널리그의 김해시청에 임대되어 활약했다.